# Reiner Hollmann
Reiner Hollmann (Walsum, 30 settembre 1949) è un allenatore di calcio ed ex calciatore tedesco, di ruolo difensore.

## Palmarès

### Giocatore

#### Competizioni nazionali
- Fußball-Regionalliga: 1

Eintracht Braunschweig: 1973-1974 (Regionalliga Nord)

#### Competizioni internazionali
- Coppa Intertoto UEFA: 3

Eintracht Braunschweig: 1975, 1978, 1979

### Allenatore

#### Competizioni nazionali
- Campionato turco: 1

Galatasaray: 1993-1994
- Campionato egiziano: 2

Al-Ahly: 1995-1996, 1996-1997
- Coppa d'Egitto: 1

Al-Ahly: 1995-1996
- Supercoppa di Turchia: 1

Galatasaray: 1993

#### Competizioni internazionali
- Coppa dei Campioni araba: 1

Al-Ahly: 1996
- Supercoppa araba: 1

Al-Ahly: 1997